# Gustaf Aulén

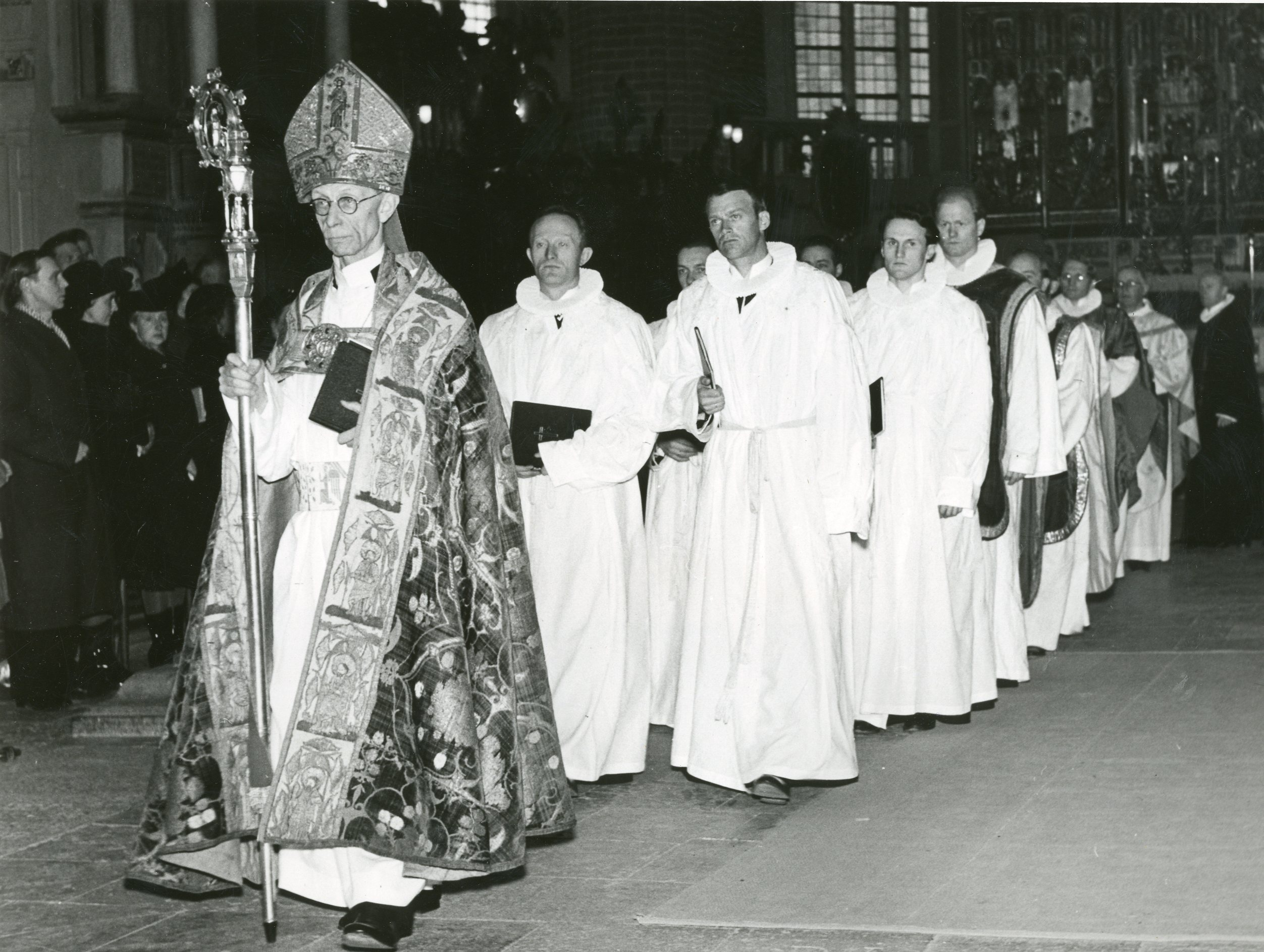
Gustaf Aulén, bisschop van Strängnäs (1944) tijdens een wijdingsdienst van Noorse priesters in ballingschap

Gustaf Emanuel Hildebrand Aulén (Ljungby, 15 mei 1879 - Lund, 16 december 1977) was een Zweeds ((luthers) theoloog en bisschop van Strängnäs. Hij is bekend geworden als auteur van het boek Den kristna försoningstanken (1930) dat in vele talen werd vertaald, o.m. in het Nederlands onder de titel De Christelijke Verzoeningsgedachte en handelt over de drie verzoeningstheorieën die opgang hebben gemaakt binnen het theologisch denken door de eeuwen heen. Aulén was een pleitbezorger van de "klassieke verzoeningsleer (Christus Victor)" Naast zijn werken op dogmatisch vlak, componeerde hij ook enkele kerkliederen.

## Biografie
Zijn vader was predikant. In 1899 studeerde hij aan de Universiteit van Uppsala af in de filosofie en in 1906 in de theologie. In 1907 werd hij universitair docent in de moraaltheologie in Uppsala en in hetzelfde jaar werd hij als predikant bevestigd. In 1910 werd hij hoogleraar in de Dogmatiek aan de Universiteit van Lund. 

### De Christelijke Verzoeningsgedachte
In 1930 publiceerde hij zijn belangrijkste theologische werk, De Christelijke Verzoeningsgedachte, waarin hij drie verzoeningstheorieën uiteenzette die leidend zijn binnen het christelijk denken. Hij onderscheidde de "klassieke verzoeningsleer", de "Latijnse verzoeningsleer" en de "Subjectieve verzoeningsleer." Het eerste type kenmerkt zich als de meest dramatische: Jezus Christus is er in leven en (vooral) sterven in geslaagd om de machten van het kwaad (duivel, demonen, boze krachten die de wereld in zijn greep hebben) te verslaan en dit type werd aangehangen door de kerkvaders en vroeg-christelijke schrijvers en verdient om die reden dan ook het etiket "klassiek." De Latijnse verzoeningsleer, het tweede type, gaat uit van verzoening door voldoening, en is de leidende verzoeningsleer in de westerse christelijke wereld sinds de middeleeuwen. Beide leren zijn objectief te noemen, daar zij van God uitgaan; het eerste volgens Aulén overigens meer dan het tweede. Het derde type is het meest subjectief en gaat uit van de mens: hij wordt geraakt door het lijden van Christus aan het kruis, bekeert zich en laat het kwade na en doet vervolgens het goede. Dit derde verzoeningstype wordt door Aulén overigens vrij kort behandeld. Net als het tweede verzoeningstype is dit derde verzoeningstype middeleeuws, maar brak zij pas echt goed door ten tijde van de Verlichting. Aulén probeert in zijn boek aan te tonen dat alleen het eerste verzoeningsmodel de juiste is en dat zij pas eerst goed tot haar recht kwam in het werk van Maarten Luther, die Aulén dan ook indeelt bij de aanhangers van het klassieke verzoeningsmodel. Alleen het eerste verzoeningsmodel is puur objectief te noemen omdat daarbij het initiatief volledig uitgaat van God; bij het tweede model is het (volgens Aulén) de mens Jezus die het offer voor verzoening bracht en er is daarom toch ook objectief te noemen. Het boek van Aulén is nog altijd zeer lezenswaardig. Ook zij die het niet eens zijn met Aulén nemen over het algemeen wel diens onderverdeling in verzoeningsleren over.

### Theologische positionering

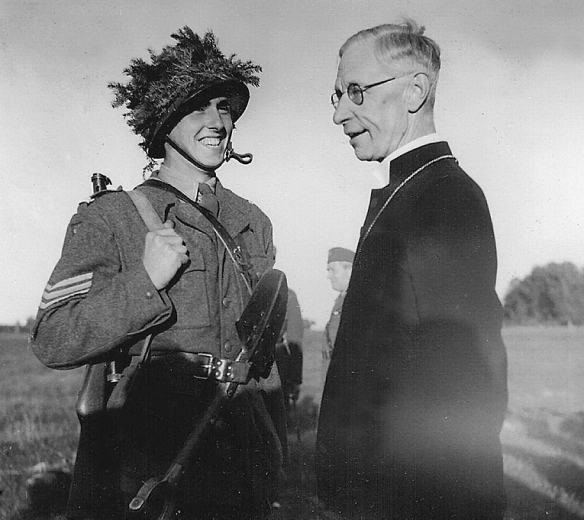
Gustaf Aulén was gedurende de Tweede Wereldoorlog een tegenstander van het nationaalsocialisme

Aulén wordt gezien als een belangrijk vertegenwoordiger van de Ludensiaanse school van de theologie, zo genoemd naar de theologische faculteit van de Universiteit van Lund. De Lundensiaanse theologie wortelt net als de dialectische theologie in de neo-orthodoxie en verzet zich zowel tegen het theologische liberale en het fundamentalisme van de oudere orthodoxie. Aulén is sterk beïnvloed door Maarten Luther, Irenaeus van Lyon en in mindere mate door Friedrich Schleiermacher. Anders dan bij de dialectische theologie ziet Aulén de schepping als een manier om God te kennen en is hij wars van speculatieve theologie. Aulén meende net als andere vertegenwoordigers van de Lundensiaanse school dat Luther door de lutherse orthodoxie vaak onjuist werd uitgelegd, te beginnen met Philip Melanchton.
Andere vertegenwoordigers van de Lundensiaanse theologische school zijn Anders Nygren en Ragnar Bring.

### Bisschop van Strängnäs
Van 1933 tot 1952 was Aulén bisschop van Strängnäs.
Tijdens de Tweede Wereldoorlog was Aulén lid van het bestuur van de antinazistische en anticommunistische Samfundet Nordens Frihet (Genootschap voor Noordse Vrijheid). Deze organisatie bestond vrijwel geheel uit academici. Vanwege zijn verdiensten tijdens de Tweede Wereldoorlog ontving hij in 1946 het Grootkruis in de Orde van Sint-Olaf. 

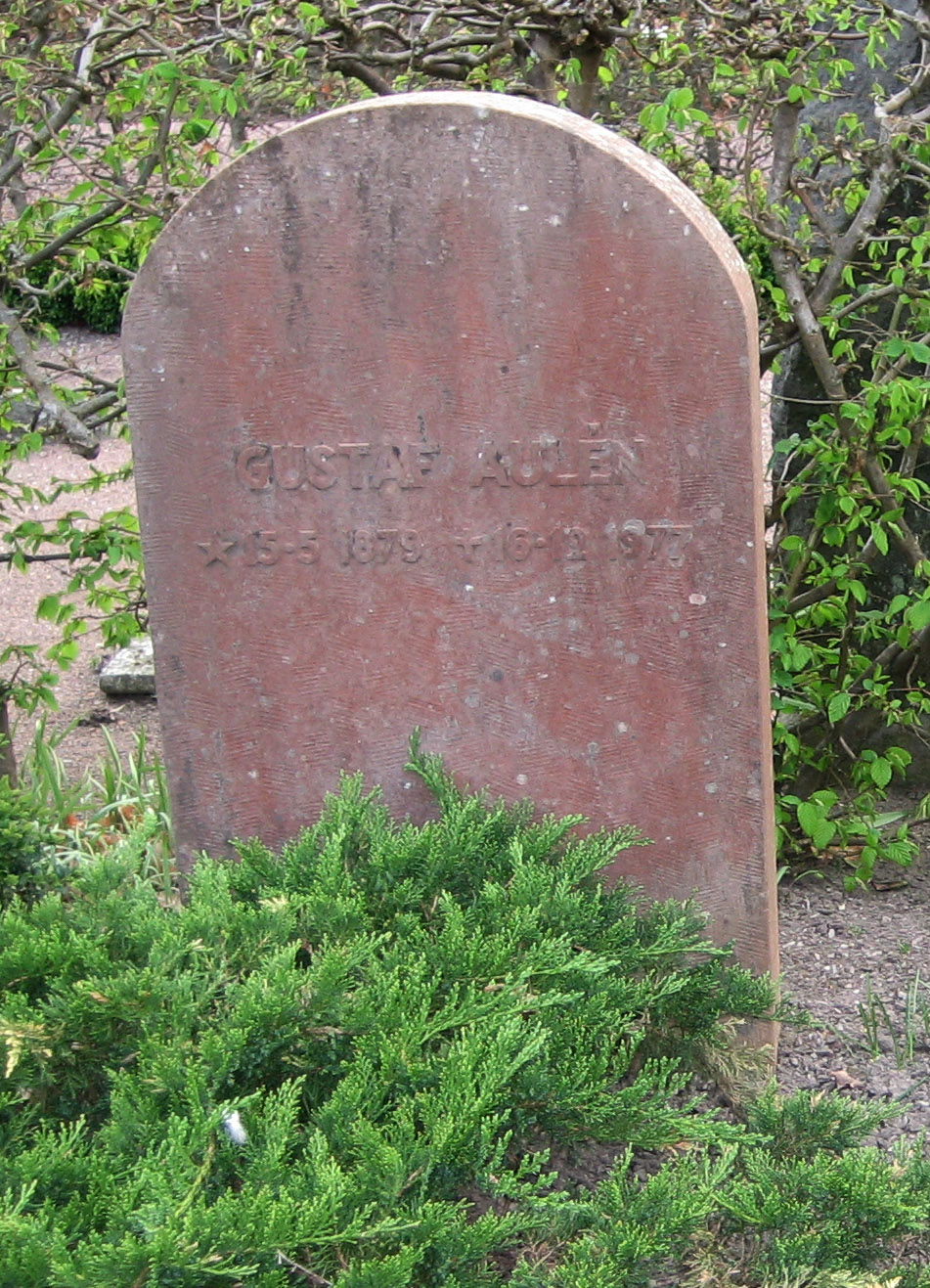
Graf van Aulén in Lund

Aulén bleef tot op zeer hoge leeftijd publiceren en ontving verscheidene (buitenlandse) eredoctoraten. In 1976 verscheen zijn autobiografie. Hij overleed een jaar later, op 98-jarige leeftijd en werd begraven op het kerkhof in Lund.

### Overige publicaties
- Den allmänneliga kristna tron (1923; in het Ned. vert. door J. Henzel onder de titel Ons Algemeen Christelijk Geloof, H.J. Paris, A'dam 1927)
- Vragen aangaande Christus (1924)
- Den kristna gudsbilden (1927; in het Ned. vert. door J. Henzel onder de titel Het Christelijke Godsbeeld, H.J. Paris, A'dam 1929)
- De Ziel van het Christendom (1927)[8]
- Reformation och Katolicitet (1959)
- The Drama and the Symbols (1970)[8]
- Jesus in Contemporary Historical Research (1976)[8]

## Verwijzingen
- Bibsys: 90273520
- Bibliothèque nationale de France: cb10881437w (data)
- Digitale Bibliotheek voor de Nederlandse Letteren: aule002
- Gemeinsame Normdatei: 119238225
- International Standard Name Identifier: 0000 0000 8126 6345
- Library of Congress Control Number: n78082115
- Nationale Bibliotheek van Letland: 000086617
- Bibliotheek van het Japanse parlement: 00431911
- Nationale bibliotheek van Australië: 35038658
- Nationale Bibliotheek van Israël: 987007313834805171
- Nederlandse Thesaurus van Auteursnamen: 068393105
- Istituto Centrale per il Catalogo Unico: IEIV138572
- LIBRIS: 256362
- Système universitaire de documentation: 077263774
- Trove: 808696
- Virtual International Authority File: 47566983
- WorldCat: E39PBJxWQC6vPRvg4JyjkWJCcP